# 현민초등학교
현민초등학교(炫旼初等學校)는 경기도 화성시에 있는 공립 초등학교다.

## 학교 연혁
- 2025년 9월 1일 : 개교